# Ota (kraljica)
Ota [ˈoːta] (oko 874. – ?; također Oda, Uta) bila je franačka kraljica supruga.
Prema teoriji, Ota je bila kći grofa Berengara; međutim, ima povjesničara koji se ne slažu s time.
Ota se 888. godine udala za Arnulfa, kralja Istočne Franačke. Nema dokaza da je Ota okrunjena. O Otinu se braku ne zna ništa osim da je rodila Ludviga Dijete (Luj) te da je bila optužena za preljub.